# 黄朴 (侯官)
黄朴，字成父，福州侯官县人，南宋政治人物，绍定二年状元。

## 生平
黄朴于宋绍定二年已丑（1229年）状元及第，历任馆阁、吏部郎、著作郎、知泉州，仕途终极于朝请郎、广东漕。

## 轶事
相传他在中状元前，福州民间有谶语云：“柳儿走，狗儿吼，状元在门首。”绍定二年，即黄朴及第的那年元日，在他福州乌石山家中相对屋上瓦狮坠地，群犬从而吠之，结果当年黄朴就考中状元。